# 越前西部広域基幹林道2号線
越前西部広域基幹林道2号線（えちぜんせいぶこういききかんりんどう2ごうせん）は、福井県越前市と同県丹生郡越前町を結ぶ林道。越前西部広域基幹林道の一部である。

## 路線概要

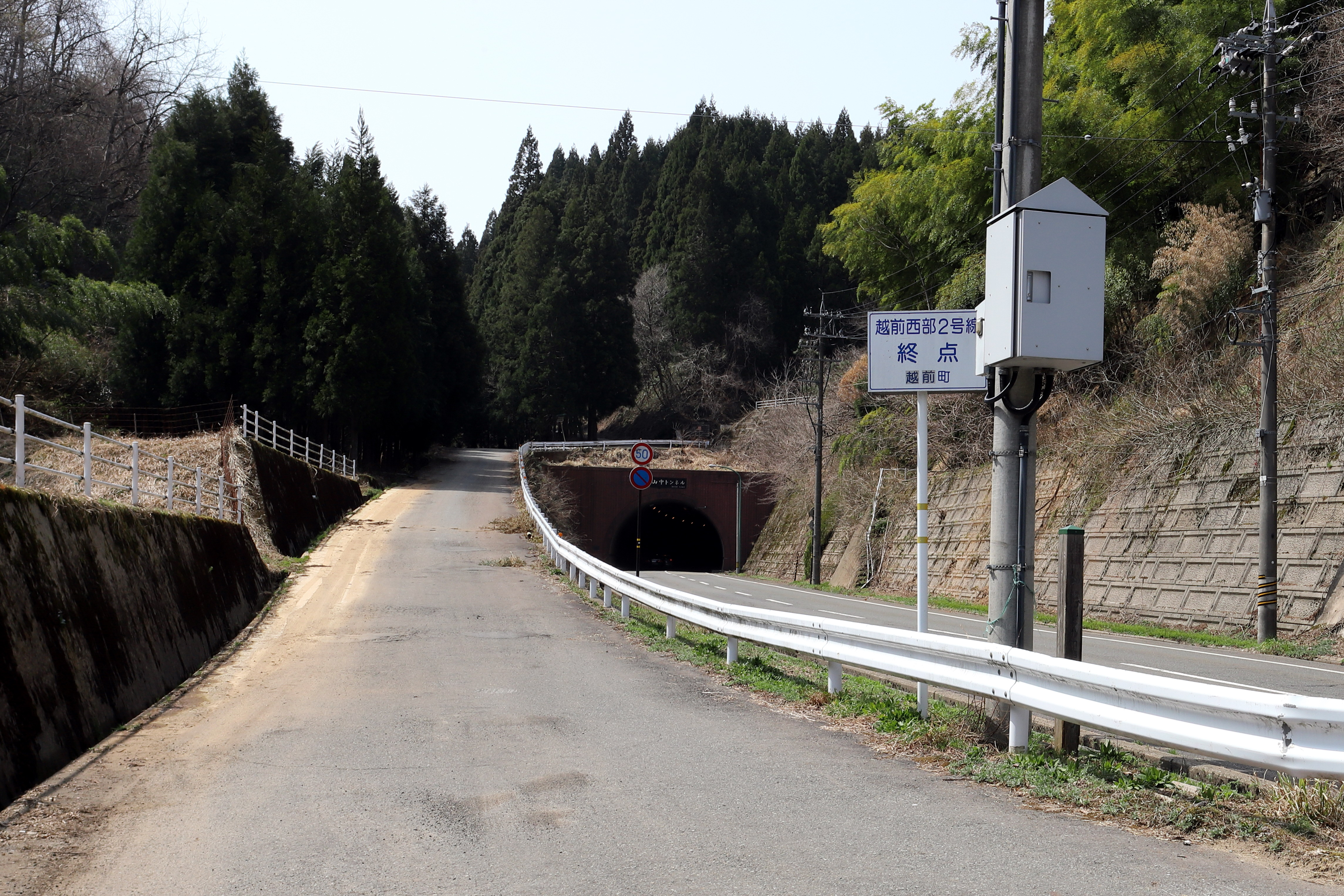
越前西部広域基幹林道2号線(終点)

福井県越前市千合谷町から同県丹生郡越前町上山中までを結ぶ延長14.9kmの林道である。長大な越前西部広域基幹林道のうち福井県道19号から国道365号までの区間を分割した林道にあたる。丹生山地中央部の若須岳、城山等の稜線を走るルートを取っている。起点は越前市内だが、すぐに越前町内に入る為、実質的には越前町内に終始しているような道路である。
同林道1号線、3号線とともに「林道越前海岸ルート」の名称でドライブやウォーキングのコースとしてPRされている。
- 起点：福井県越前市千合谷町
- 終点：同県丹生郡越前町上山中

## 通過市町村
- 福井県
  - 越前市 - 丹生郡越前町

## 道路状況
全線に渡ってアスファルトで舗装された道路を有する林道である。勾配やカーブは林道らしく急な箇所もあるが、カーブミラーやガードレールもある。丹生山地の尾根道を走り、晴天時には若狭湾を望むことが出来る。越前西部林道の中ではカーブ、勾配共に少ない。観光地が沿線に少ない為、交通量は少ない。

## 通過する峠
- 別司峠

## 接続路線
- 国道365号（終点）
- 国道417号（国道365号と重複中）
- 福井県道4号越前宮崎線（旧道・2009年現在通行止め）
- 福井県道19号武生米ノ線（起点）

## 沿線
- 城山